# 1730 en arts plastiques
| Années des arts plastiques : 1727 - 1728 - 1729 - 1730 - 1731 - 1732 - 1733    |
| Décennies des arts plastiques : 1700 - 1710 - 1720 - 1730 - 1740 - 1750 - 1760 |

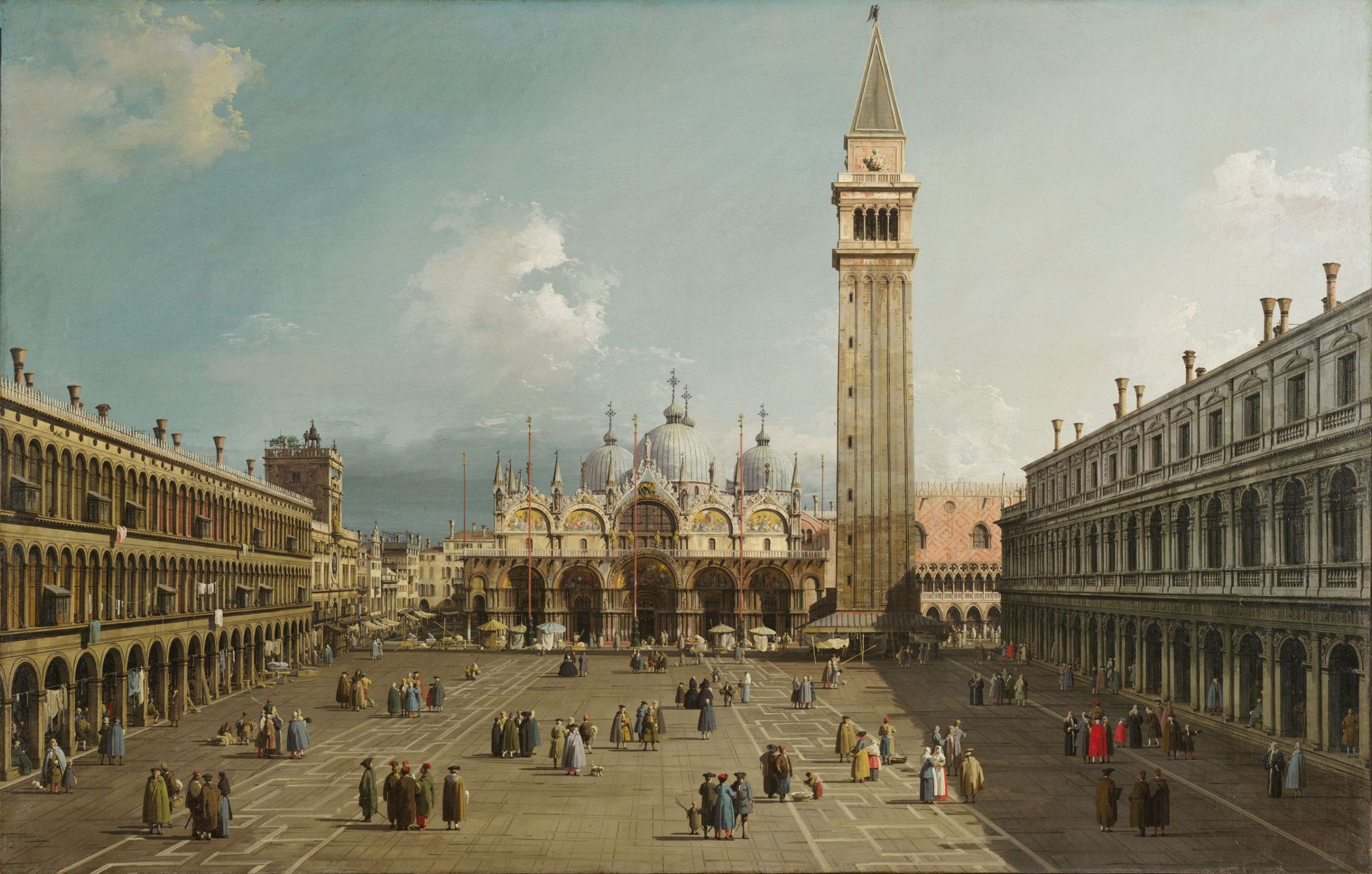
La place Saint-Marc, de Canaletto.

Cette page concerne l'année 1730 en arts plastiques.

## Naissances
- 15 janvier : Mauro Antonio Tesi, peintre italien († 18 juillet 1766),
- 6 février : Januarius Zick, peintre allemand († 14 novembre 1797),
- 11 avril : Josef Kramolin, frère jésuite et peintre bohémien († 2 mai 1802),
- 2 novembre : Giovanni Battista Casanova, peintre  et historien d'art italien († 8 décembre 1798),
- 13 décembre : Isaac Taylor, graveur britannique († 17 octobre 1807),
- ? :
  - Niccolò Carissa, peintre rococo italien de l'école napolitaine († ?),
  - Jean-Faur Courrège, peintre français († 13 mai 1806),
  - Robert Edge Pine, peintre britannique († 18 novembre 1788),
  - Louis Michel Halbou, dessinateur et graveur français († 1809),
  - Gaetano Mercurio,  peintre italien  († 1790),
- Vers 1730 :
  - Gabriele Bella, peintre védutiste italien de l'école vénitienne († 1799),
  - Agostino Brunias, peintre italien († 2 avril 1796),
  - Sebastiano Lo Monaco, peintre italien († vers 1775).

## Décès
- 21 janvier : Marco Ricci, graveur et peintre italien de vedute (° 5 juin 1676),
- 12 février :  Luca Carlevarijs, architecte, mathématicien, graveur et peintre baroque italien (° 20 janvier 1663),
- 30 septembre : Michel-Ange Houasse, peintre baroque français (° 1680),
- 30 octobre : Antonio Cifrondi, peintre italien (° 11 juin 1656),
- 4 novembre : Pierre de Saint-Yves, peintre français (° 3 mai 1660),
- 10 novembre : Gregorio Lazzarini, peintre baroque italien (° 1655),
- 21 novembre : François de Troy, peintre portraitiste français (° 1645),

- Date précise inconnue :
  - Giovanni Paolo Castelli, peintre italien (° 1659),
  - Marcantonio Chiarini, architecte et peintre baroque italien (° 1652),
  - Miguel Parelló, sculpteur espagnol (° 1674).

- Vers 1730 :
- Pietro Avogadro, peintre rococo italien (° ?),

- Après 1730 :
- Pietro Nelli, peintre italien de la fin de la période baroque de l'école florentine (° 1672).